# Donald Knight
Pour les articles homonymes, voir Knight.
Donald Knight est un patineur artistique canadien né le 8 juin 1947 à Dundas dans la province de l'Ontario au Canada. Il est triple champion du Canada de 1965 à 1967, et champion nord-américain en 1967.

## Biographie

### Carrière sportive
Il remporte les Championnats canadiens en 1965, 1966 et 1967 ; il remporte également les championnats nord-américains en 1967.
Il représente son pays à cinq championnats du monde dont son meilleur résultat est une médaille bronze lors des mondiaux de 1965, et aussi aux Jeux olympiques d'hiver de 1964 à Innsbruck où il se classe 9e.
Au cours de sa carrière, il s'est entraîné avec Ellen Burka.

### Reconversion
Après avoir pris sa retraite du patinage de compétition après les mondiaux de 1967, Donald Knight tourne pendant onze ans en tant qu'interprète principal avec Ice Capades et Holiday on Ice en Europe.
Il travaille actuellement comme consultant pour entraîneurs de patinage avec le Burlington Skate Centre et le Oakville Skating Club dans la région de Halton en Ontario.

## Palmarès
| Compétition                     | 1962 | 1963 | 1964 | 1965 | 1966 | 1967 |
| Jeux olympiques d'hiver         |      |      | 9e   |      |      |      |
| Championnats du monde           |      | 8e   | 9e   | 3e   | 7e   | 4e   |
| Championnats d'Amérique du Nord |      | 4e   |      | 3e   |      | 1er  |
| Championnats du Canada          | 3e   | 2e   | 2e   | 1er  | 1er  | 1er  |